# AMC Theatres
AMC Entertainment Inc. ist ein weltweit operierender Betreiber von Kinos. American Multi-Cinema gehörte von Mai 2012 bis Anfang März 2021 mit bis zu 38 % zur chinesischen Wanda Group.
In Deutschland ist AMC vertreten über seine Töchter United Cinemas International.

## Geschichte
Hauptsitz des Unternehmens ist Kansas City, wo das Unternehmen 1920 gegründet wurde. Ca. 20.000 Angestellte arbeiten in Voll- und Teilzeit für AMC.
Weitere Lichtspielhäuser befinden sich in Großbritannien, Hongkong, Mexiko und Frankreich.
1995 eröffnete AMC Entertainment in Dallas das erste Megaplex.
Bis Ende September 2015 gehörten 348 Kinos mit 4937 Leinwänden zu AMC Entertainment in den USA. Ca. 200 Millionen Besucher wurden jährlich in den AMC-Kinos empfangen.
Am 21. Mai 2012 wurde bekannt, dass der chinesische Konzern Wanda Group die AMC Entertainment für 2,6 Mrd. Dollar kaufte. Hiermit gelang es den Chinesen, sich Zugang zu rund 5.000 von ca. 40.000 Kinoleinwänden der US-amerikanischen Kinos zu sichern. Präsident der Wanda Group ist Wang Jianlin.
Durch den Zukauf der Carmike-Kinos im Jahr 2016 für 1,1 Milliarden Dollar (inklusive Verbindlichkeiten in Höhe von 360 Millionen Dollar) gehören heute ca. 20 % der amerikanischen Kinos zur chinesischen Wanda Group.
AMC kaufte im gleichen Jahr zum Preis von 921 Millionen Pfund (1,21 Milliarden Dollar) und durch den Brexit um 160 Millionen Dollar günstiger die englische Kinokette Odeon & UCI. Odeon & UCI gehörte zuvor der Private Equity Terra Firma Capital Partners. Dem Unternehmen gehören 242 Kinos mit 2236 Leinwänden in England, Irland, Deutschland, Österreich, Spanien (Cinesa) und Portugal. Die Transaktion wurde im November 2016 abgeschlossen. Mit nun 627 Kinos und mehr als 7600 Leinwänden stieg die Wanda-Gruppe zum größten Kinobetreiber weltweit auf.